# برادلي بيل
برادلي بيل (بالإنجليزية: Bradley Beal)‏ مواليد 28 يونيو 1993 في سانت لويس، هو لاعب كرة سلة أمريكي بدأ مسيرته الاحترافية في سنة 2012 حيث تم اختياره من قبل فريق واشنطن ويزاردز خلال الدرافت، يلعب مع فريق واشنطن ويزاردز في الرابطة الوطنية لكرة السلة ويحمل الرقم 3. يبلغ طوله 6 قدم 5 بوصة (2.0 م).

## فرق لعب لها
- واشنطن ويزاردز

## إحصائيات المسيرة

### الموسم الاعتيادي
| السنة   | الفريق         | لعب | بدأ | دقيقة | ميداني% | ثلاثية | حرة  | ارتداد | صنع | استلاب | تصدي | نقطة |
| ------- | -------------- | --- | --- | ----- | ------- | ------ | ---- | ------ | --- | ------ | ---- | ---- |
| 2012–13 | واشنطن ويزاردز | 56  | 46  | 31.2  | .410    | .386   | .786 | 3.8    | 2.4 | .9     | .5   | 13.9 |
| 2013–14 | واشنطن ويزاردز | 73  | 73  | 34.7  | .419    | .402   | .788 | 3.7    | 3.3 | 1.0    | .2   | 17.1 |
| 2014–15 | واشنطن ويزاردز | 63  | 59  | 33.4  | .427    | .409   | .783 | 3.8    | 3.1 | 1.2    | .3   | 15.3 |
| 2015–16 | واشنطن ويزاردز | 55  | 35  | 31.1  | .449    | .387   | .767 | 3.4    | 2.9 | 1.0    | .2   | 17.4 |
| المسيرة | المسيرة        | 247 | 213 | 32.8  | .426    | .397   | .781 | 3.7    | 3.0 | 1.0    | .3   | 16.0 |

### التصفيات
| السنة   | الفريق         | لعب | بدأ | دقيقة | ميداني% | ثلاثية | حرة  | ارتداد | صنع | استلاب | تصدي | نقطة |
| ------- | -------------- | --- | --- | ----- | ------- | ------ | ---- | ------ | --- | ------ | ---- | ---- |
| 2014    | واشنطن ويزاردز | 11  | 11  | 41.6  | .424    | .415   | .796 | 5.0    | 4.5 | 1.6    | .6   | 19.2 |
| 2015    | واشنطن ويزاردز | 10  | 10  | 41.8  | .405    | .365   | .831 | 5.5    | 4.6 | 1.6    | .7   | 23.4 |
| المسيرة | المسيرة        | 21  | 21  | 41.7  | .414    | .383   | .815 | 5.2    | 4.6 | 1.6    | .7   | 21.2 |

## روابط خارجية
- برادلي بيل على موقع الاتحاد الدولي لكرة السلة (الإنجليزية)
- برادلي بيل على موقع إن بي أي (الإنجليزية)
- برادلي بيل على موقع سبورتس رفرنس (الإنجليزية)
- برادلي بيل على موقع كرة السلة الأوروبية.كوم (الإنجليزية)
- برادلي بيل على موقع إي إس بي إن.كوم (الإنجليزية)
- برادلي بيل على موقع كلية كرة السلة في سبورتس رفرنس.كوم (الإنجليزية)
- برادلي بيل على موقع ريلجم (الإنجليزية)
- برادلي بيل على موقع بروبوليرز (الإنجليزية)